# Aparato reproductor de aves
El aparato reproductor de las aves presenta la estructura básica de los mamíferos, aunque tienen ciertas particularidades que los diferencian de aquellos. Las investigaciones de la anatomía de las aves datan de mucho tiempo atrás, pero los mecanismos de acciones hormonales, que regulan la madurez y el funcionamiento de los órganos reproductores y de la postura en el caso de las hembras, aún son motivo de investigaciones.
Está formado por dos testículos, en machos, y un ovario, en el caso de las hembras, ya que el único que tienen es el izquierdo (el derecho se atrofia durante el desarrollo, junto al oviducto correspondiente), cuyos conductos respectivos desembocan en la cloaca o en los orificios genitales. La fecundación es interna y se produce por oposición de cloacas o por medio de un pene (avestruces, anátidas, etc.)
Los huevos se componen de una cáscara externa porosa; una sustancia albuminoide gelatinosa e incolora, la clara; una región discoidal proteica y amarilla, la yema, que constituye la verdadera célula-huevo; la chalaza, conjunto de filamentos que unen la yema a la cáscara, y una cámara de aire, situada entre esta última y la clara. La forma y el tamaño de los huevos varían considerablemente, y en el avestruz, por ejemplo, pueden llegar a pesar hasta un kilogramo y medio.
- Datos: Q5700894